# Västra Frölunda kyrkogård

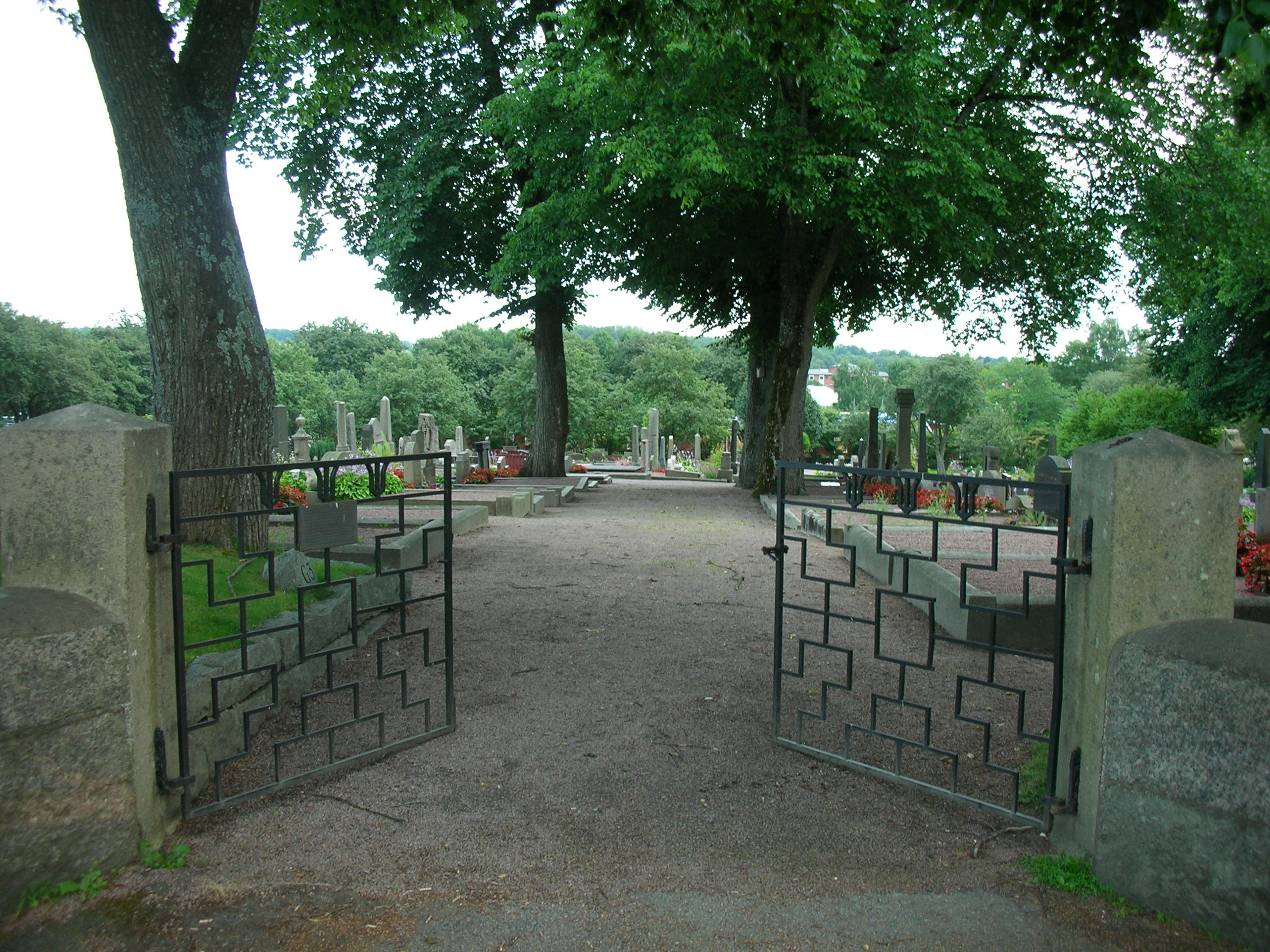
Västra Frölunda kyrkogård.

Västra Frölunda kyrkogård är en kyrkogård i stadsdelen Högsbo i Göteborg. 
Kyrkogården har medeltida ursprung, omfattar 1,5 hektar och har 1 247 gravplatser. Kyrkogården utvidgades senast 1987. Utvidgningar skedde i den södra delen under 1920- och 1940-talen.
På platsen låg den medeltida Västra Frölunda gamla kyrka som revs på 1860-talet. På kyrkogården finns en gravhäll över övervisitatören vid Klippans tullstation Olof Claeson. Den har inskriptionen "Anno 1728" och låg i den gamla kyrkans kor. Järnringarna i kyrkogårdsmuren var avsedda för hästar. De äldsta gravstenarna är från 1680 och 1729 och står uppställda längs den norra muren.